# Astragalus anisus
Astragalus anisus är en ärtväxtart som beskrevs av Marcus Eugene Jones. Astragalus anisus ingår i släktet vedlar, och familjen ärtväxter. Inga underarter finns listade i Catalogue of Life.